# Горељек
Горељек (словен. Goreljek) је насељено место у општини Бохињ, Горењска регија, Словенија.

## Историја
До територијалне реорганизације у Словенији био је у саставу старе општине Радовљица.

## Становништво
У попису становништва из 2011. године, Горељек је имао 7 становника.
| Број становника према пописима | Број становника према пописима | Број становника према пописима |
| ------------------------------ | ------------------------------ | ------------------------------ |
| 1991                           | 2002                           | 2011                           |
| 0                              | З                              | 7                              |

- Ознака З представља заштићене податке